# Zamarada ioura
Zamarada ioura är en fjärilsart som beskrevs av Pierre-baltus 1983. Zamarada ioura ingår i släktet Zamarada och familjen mätare. Inga underarter finns listade i Catalogue of Life.